# Champions Cup (innebandy)
Champions Cup är en innebandyturnering för klubblag. De klubblag som deltar i turneringen är de nationella vinnarna från de högsta serierna i Finland, Schweiz, Sverige och Tjeckien. Det är både herr och dam vinnarna från respektive land som tävlar i turneringen. Champions cup är före detta Eurofloorball cup. Men bytte namn och de lag från de fyra högst rankade länderna tävlar här och de lägre rankade länderna tävlar i Eurofloorball cup nu.  Vinnarna i tävlingen får 10 000 schweiziska franc var, motsvarande ungefär 100 000 kr. Tvåan i tävlingen får 5000 schweiziska franc, Vilket motsvarar ungefär 50 000 kr.

## Historia

### Innan 2011
Champions cup började år 1993 men hette då European Cup. De två första vinnarna var båda svenska. På herrsidan vann Balrog IK och på damsidan vann VK Rasket. År 2007 bytte turneringen namn till Eurofloorball cup. År 2011 bytte den namn till Champions cup där de fyra högst rankade länderna tävlar. Eurofloorball cup finns dock fortfarande kvar men det är länder från de länder som är rankade femte eller lägre som tävlar där.

### Efter 2011
2011 till 2017 var det 6 herrlag och 6 damlag som spelade turneringen. Finland, Schweiz, Sverige och Tjeckien vinnare från damsidan och herrsidan deltar i turneringen. Även de laget som Eurofloorball och ett lag från det arrangerade landet. Turneringen spelades inte år 2018.

## Nutid
Från och med 2019 spelas turneringen med fyra lag, det vinnande laget från den högsta serien från Finland, Schweiz, Sverige och Tjeckien.
| Vinnare |               |                      |
| år      | Herrsidan     | Damsidan             |
| 2011    | SSV Helsinki  | Djurgården IF IBF    |
| 2012    | Storvreta IBK | IKSU                 |
| 2013    | IBF Falun     | Rönnby IBK           |
| 2014    | IBF Falun     | Djurgården IF IBF    |
| 2015    | IBF Falun     | KAIS Mora IF         |
| 2016    | Storvreta IBK | Pixbo Wallenstam IBK |
| 2017    | IBF Falun     | IKSU                 |
| 2019    | SC Classic    | IKSU                 |
| 2023    | IBF Falun     | Team TG              |